# Mistrovství Evropy v atletice 2010 – Muži 1500 metrů
 Běh na 1500 m mužů na Mistrovství Evropy v atletice 2010 se uskutečnil 28. a 30. července. Ve finálovém běhu zvítězil španělský reprezentant Arturo Casado. Celkem do rozběhů nastoupilo 27 běžců.

## Výsledky finálového běhu
| *                | jméno              | země           | čas     |
| ---------------- | ------------------ | -------------- | ------- |
| Zlatá medaile    | Arturo Casado      | Španělsko      | 3:42,74 |
| Stříbrná medaile | Carsten Schlangen  | Německo        | 3:43,52 |
| Bronzová medaile | Manuel Olmedo      | Španělsko      | 3:43,54 |
| 4                | Reyes Estévez      | Španělsko      | 3:43,67 |
| 5                | Yoann Kowal        | Francie        | 3:43,71 |
| 6                | Andrew Baddeley    | Velká Británie | 3:43,87 |
| 7                | Christian Obrist   | Itálie         | 3:43,91 |
| 8                | Mateusz Demczyszak | Polsko         | 3:44,42 |
| 9                | Colin McCourt      | Velká Británie | 3:44,78 |
| 10               | Thomas Lancashire  | Velká Británie | 3:44,92 |
| 11               | Andreas Vojta      | Rakousko       | 3:45,68 |
| 12               | Goran Nava         | Srbsko         | 3:45,77 |

## Rozběhy
Z každého rozběhu postoupili čtyři nejlepší a další čtyři na dalších místech z obou rozběhů podle času.
| *   | jméno                | země           | čas     |
| --- | -------------------- | -------------- | ------- |
| 1.  | Andrew Baddeley      | Velká Británie | 3:41,46 |
| 2.  | Manuel Olmedo        | Španělsko      | 3:41,47 |
| 3.  | Carsten Schlangen    | Německo        | 3:41,65 |
| 4.  | Colin McCourt        | Velká Británie | 3:41,77 |
| 5.  | Christian Obrist     | Itálie         | 3:42,02 |
| 6.  | Yoann Kowal          | Francie        | 3:42,06 |
| 7.  | Goran Nava           | Srbsko         | 3:42,40 |
| 8.  | Kim Ruell            | Belgie         | 3:42,94 |
| 9.  | Morten Toft Munkholm | Dánsko         | 3:43,05 |
| 10. | Rory Chesser         | Irsko          | 3:44,01 |
| 11. | Rizak Dirshe         | Švédsko        | 3:44,40 |
| 12. | Jonas Hamm           | Finsko         | 3:44,98 |
| 13. | Morten Velde         | Norsko         | 3:45,20 |

| *   | jméno                | země           | čas     |
| --- | -------------------- | -------------- | ------- |
| 1.  | Reyes Estévez        | Španělsko      | 3:40,86 |
| 2.  | Arturo Casado        | Španělsko      | 3:40,98 |
| 3.  | Thomas Lancashire    | Velká Británie | 3:41,68 |
| 4.  | Mateusz Demczyszak   | Polsko         | 3:42,15 |
| 5.  | Andreas Vojta        | Rakousko       | 3:42,16 |
| 6.  | Henrik Ingebrigtsen  | Norsko         | 3:42.62 |
| 7.  | Kristof Van Malderen | Belgie         | 3:42,80 |
| 8.  | Niclas Sandells      | Finsko         | 3:42,82 |
| 9.  | Thomas Chamney       | Irsko          | 3:43,60 |
| 10. | Mikael Bergdahl      | Finsko         | 3:43,90 |
| 11. | Dmitrijs Jurkevičs   | Lotyšsko       | 3:45,21 |
| 12. | Moritz Waldmann      | Německo        | 3:48,60 |
| 13. | Péter Szemeti        | Maďarsko       | 3:52,14 |
| 14. | Niels Verwer         | Nizozemsko     | 3:52,67 |